# Croydon Airport

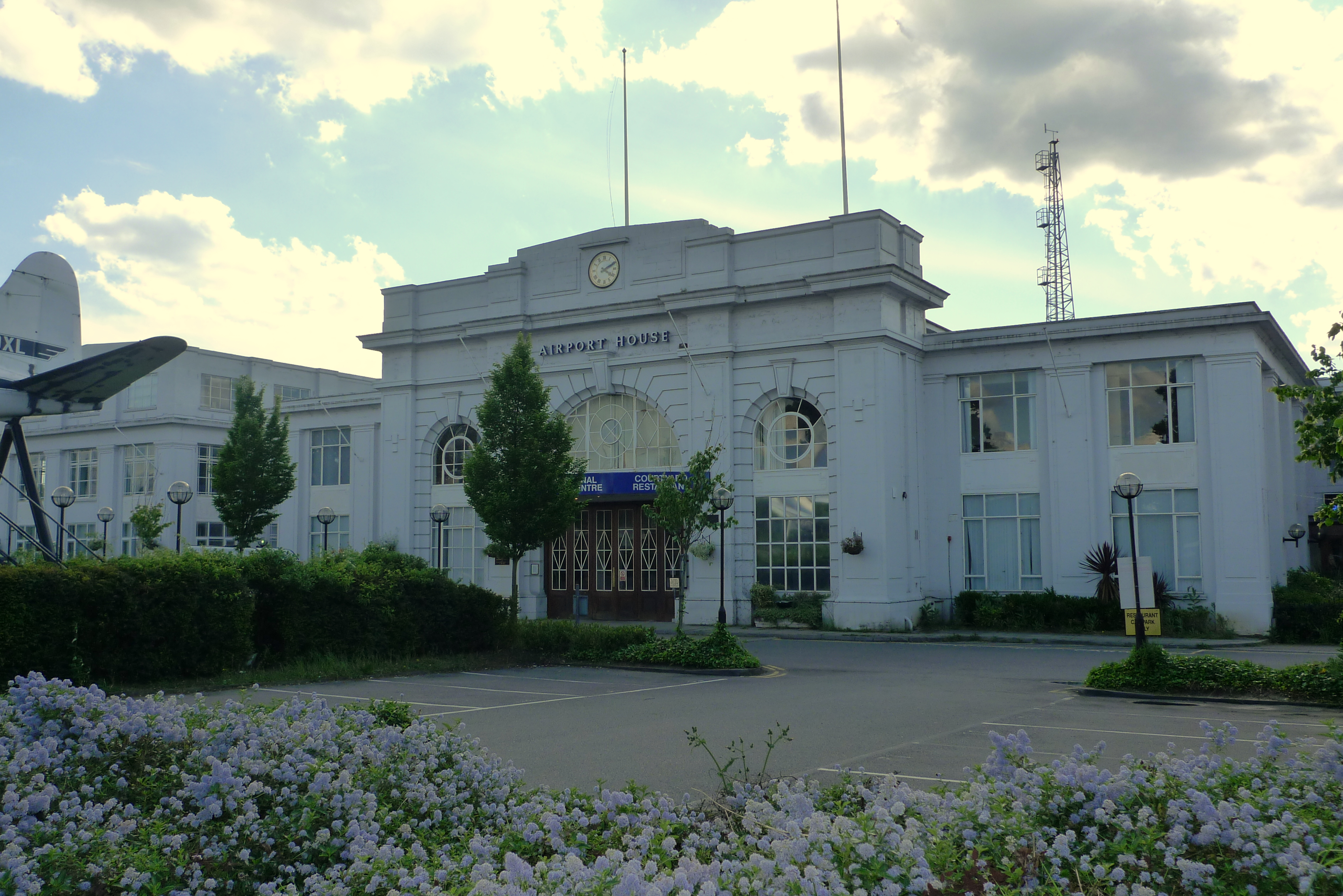
De terminal van de luchthaven, nu Airport House

Croydon Airport is een voormalige luchthaven in Londen. Het was tijdens het interbellum de belangrijkste internationale luchthaven van het Verenigd Koninkrijk. De luchthaven lag ca. 15 km ten zuiden van het centrum van Londen, bij het toenmalige dorp Croydon.

## Geschiedenis
In 1915, tijdens de Eerste Wereldoorlog, werd rondom Londen een aantal vliegvelden geopend om de stad te beschermen tegen aanvallen door Duitse zeppelins. Na de oorlog werden twee van die vliegveldjes samengevoegd tot Croydon Airport om als internationale luchthaven van Londen te fungeren. De nieuwe luchthaven opende op 29 maart 1920, als vervanging van een tijdelijk vliegveld.
Een van de eerste luchtvaartmaatschappijen die Croydon Airport aandeed was de KLM, die op 17 mei 1920 de luchtlijn Amsterdam - Londen opende  (de eerste luchtverbinding van de in 1919 opgerichte KLM). In de beginjaren werd er ook regulier naar Rotterdam en Parijs gevlogen.
Croydon Airport was de eerste luchthaven ter wereld met luchtverkeersleiding en een verkeerstoren. In 1926 - 1928 werd de luchthaven uitgebreid met nieuwe gebouwen, die oude houten gebouwen en de provisorische verkeerstoren vervingen. In 1927 werd Charles Lindbergh door een menigte van 100.000 mensen begroet nadat hij kort daarvoor non-stop solo van New York naar Parijs had gevlogen
Tijdens de Tweede Wereldoorlog fungeerde Croydon Airport als militaire vliegbasis. Het (sterk gekrompen) civiele luchtverkeer werd elders afgehandeld. Tijdens de Slag om Engeland werd de luchthaven op 15 augustus 1940 aangevallen.
Na de oorlog, in februari 1946, werd de luchthaven heropend voor de burgerluchtvaart. Door de steeds verder oprukkende bebouwing van Londen was er niet genoeg ruimte om de luchthaven uit te breiden voor het sterk groeiende vliegverkeer. Om die reden sloot Croydon Airport op 30 september 1959.
Na de sluiting werd het luchthaventerrein bebouwd, maar een deel van de luchthavengebouwen is blijven staan. Het voormalige terminalgebouw heet nu Airport House, de voormalige verkeerstoren is nu een bezoekerscentrum.

## Ongevallen
Er hebben zich acht ernstige ongevallen voorgedaan op Croydon Airport. Één daarvan was de crash van de Lijster. Een DC-2 van de KLM stortte op 9 december 1936 tijdens het opstijgen neer. Van de zeventien inzittenden overleefden alleen een passagier en stewardess Hilda Bongertman de crash. Dit was op dat moment wat betreft het aantal doden het ernstigste vliegongeluk in het Verenigd Koninkrijk.